# Love Songs (álbum de Air Supply)
Love Songs es un álbum recopilatorio del dúo australiano Air Supply, publicado en 2005 por Arista Records. El disco contiene una selección de reconocidas baladas y canciones suaves del dúo como "Making Love Out Of Nothing At All", "Every Woman In The World", "Even The Nights Are Better" y "Lost in Love". También contiene la canción inédita "Miracles".

## Lista de canciones
| N.º | Título                                | Duración |  |
| 1.  | «Every Woman In The World»            | 3:28     |  |
| 2.  | «The One That You Love»               | 4:16     |  |
| 3.  | «All Out Of Love»                     | 4:03     |  |
| 4.  | «Sweet Dreams»                        | 5:18     |  |
| 5.  | «Lost In Love»                        | 3:52     |  |
| 6.  | «Making Love Out Of Nothing At All»   | 5:41     |  |
| 7.  | «Young Love»                          | 3:52     |  |
| 8.  | «Here I Am»                           | 3:48     |  |
| 9.  | «Even The Nights Are Better»          | 3:57     |  |
| 10. | «Just As I Am»                        | 4:45     |  |
| 11. | «Two Less Lonely People In The World» | 4:00     |  |
| 12. | «The Power Of Love (You Are My Lady)» | 5:27     |  |
| 13. | «I Can Wait Forever»                  | 5:11     |  |
| 14. | «Miracles» (Inédita)                  | 5:19     |  |